# Alchemilla longana
Alchemilla longana är en rosväxtart som beskrevs av Robert Buser. Alchemilla longana ingår i släktet daggkåpor, och familjen rosväxter. Inga underarter finns listade i Catalogue of Life.